# NGC 4036
NGC 4036 је елиптична галаксија у сазвежђу Велики медвед која се налази на NGC листи објеката дубоког неба.
Деклинација објекта је + 61° 53' 46" а ректасцензија 12h 1m 27,0s. Привидна величина (магнитуда) објекта NGC 4036 износи 10,5 а фотографска магнитуда 11,5. Налази се на удаљености од 24,6000 милиона парсека од Сунца. NGC 4036 је још познат и под ознакама UGC 7005, MCG 10-17-125, CGCG 292-59, IRAS 11588+6210, PGC 37930.